# Dana Walden
Dana Walden (Los Angeles, 13 de outubro de 1964) é uma empresária estadunidense e copresidente da Disney Entertainment. Atualmente, ela atua como membro do Conselho de Exportação do Presidente (President's Export Council).
Em 2018, Walden foi eleita pela revista Forbes a 9ª mulher mais poderosa do entretenimento.

## Carreira
Antes de trabalhar na Disney, Dana Walden foi presidente e CEO do Fox Television Group. Esse grupo incluía o canal Fox, os estúdios 20th Century Fox Television, Fox 21 Television Studios, a divisão de produtos da Fox e a distribuidora 20th Television.
Walden também foi presidente de entretenimento da Walt Disney Television. No dia 9 de junho de 2022, ela assumiu o lugar de Peter Rice como presidente do Disney General Entertainment Content.
Em 8 de fevereiro de 2023, foi promovida a copresidente da Disney Entertainment. Hoje, ela é responsável por tudo que envolve streaming e televisão no mundo todo. Entre os canais e estúdios que ela comanda estão: ABC Entertainment, ABC News, as emissoras próprias da ABC, Disney Branded Television, Disney Television Studios (que inclui 20th Television, ABC Signature, 20th Television Animation e Walt Disney Television Alternative), Freeform, FX, Hulu Originals, National Geographic Content e Onyx Collective.
Sob a liderança dela, a Disney bateu recorde em 2024 com 183 indicações ao Emmy.
Em abril de 2024, a CNBC informou que Walden era uma das candidatas a se tornar a próxima CEO da Disney. Se for escolhida, será a primeira mulher a comandar a empresa em seus 100 anos de história.

## Vida pessoal
Dana é casada com Matt, um executivo de negócios, desde 1995. O casal tem duas filhas e, em 2024, viviam no bairro de Brentwood, em Los Angeles. A avó de Dana, Rose Freedman, era austríaca, sobreviveu ao incêndio da fábrica Triangle Shirtwaist e viveu até os 107 anos. A família dela tem origem judaica.